# Chile chipotle

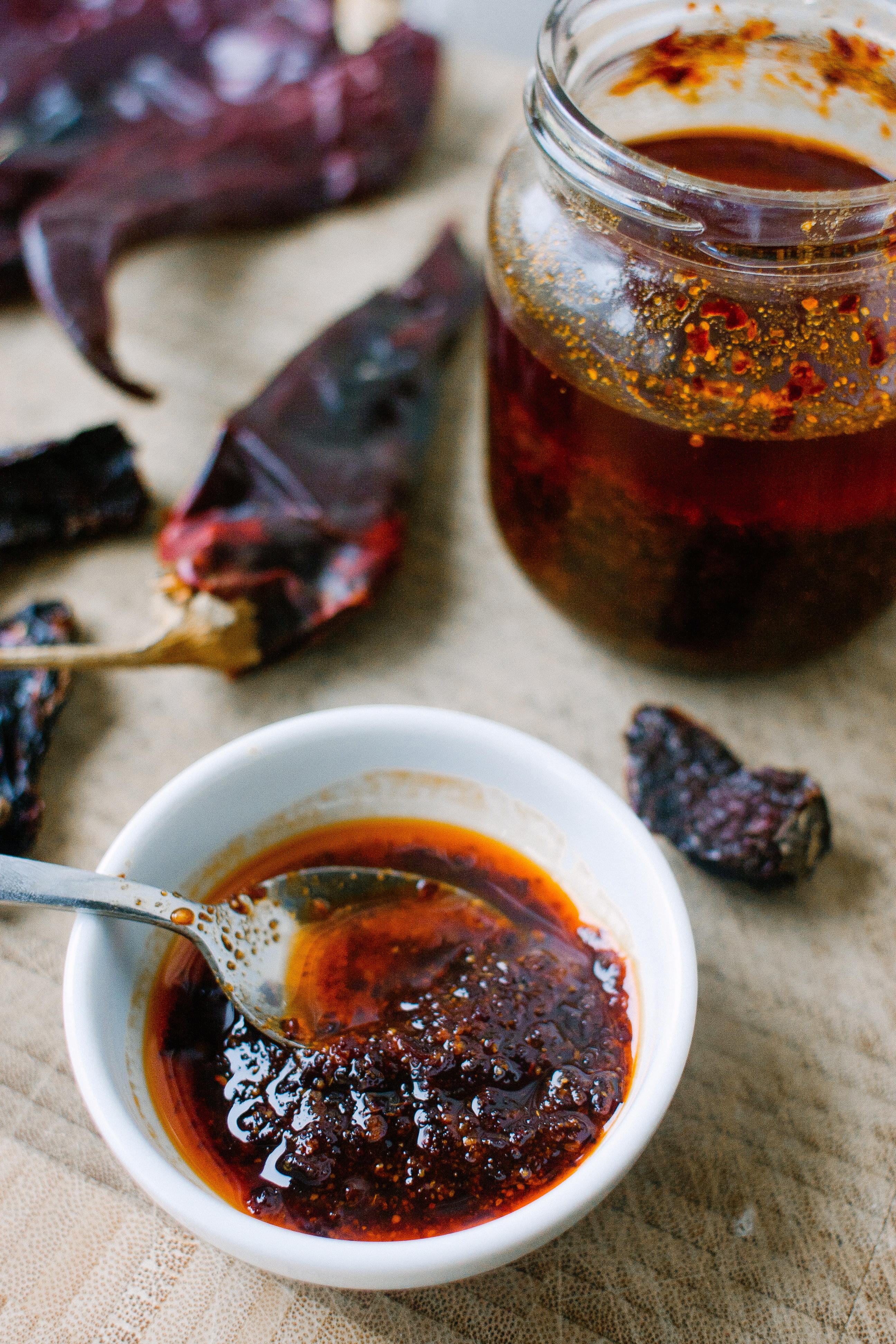
Salsa de chile chipotle

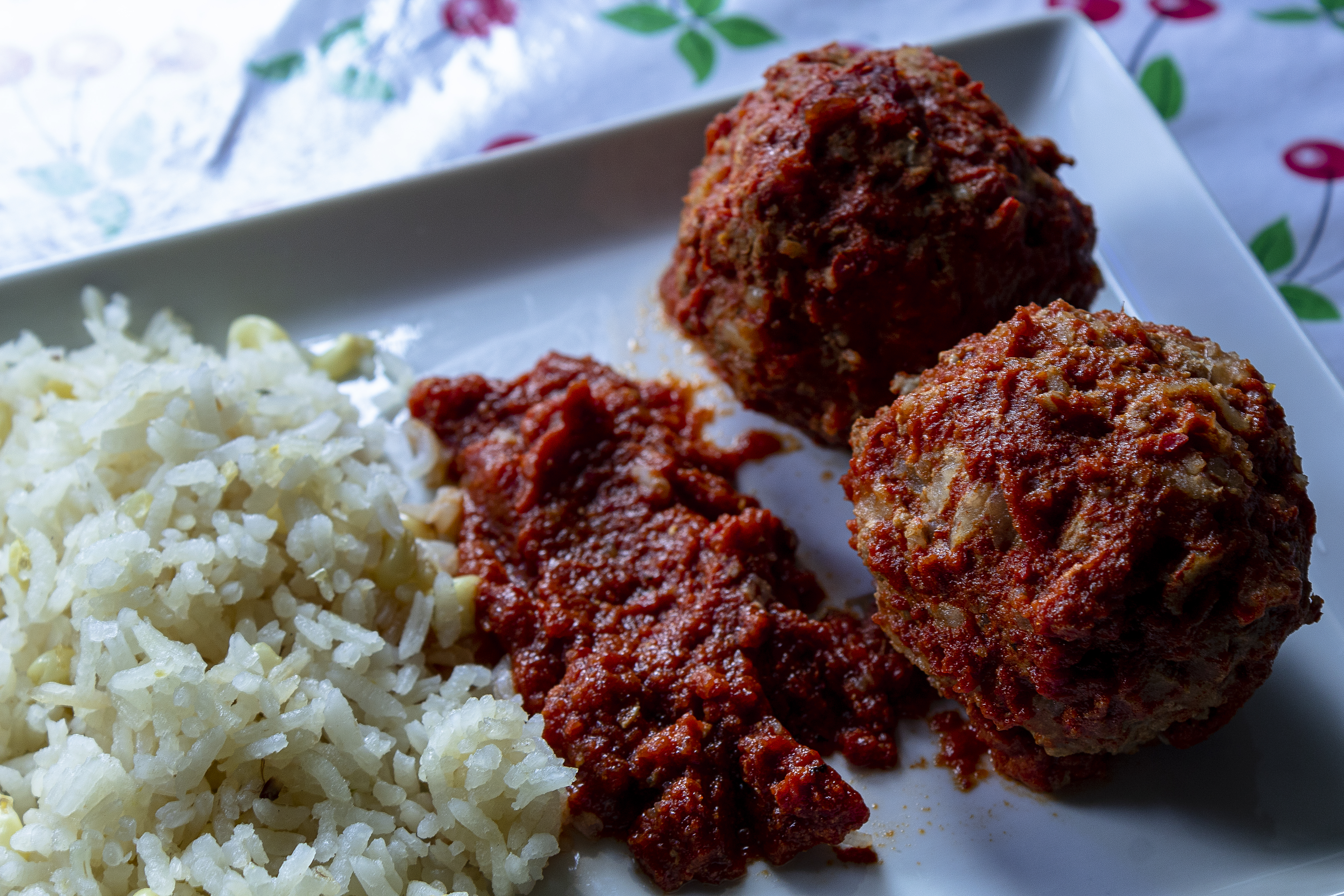
Arroz blanco y albóndigas en chile chipotle

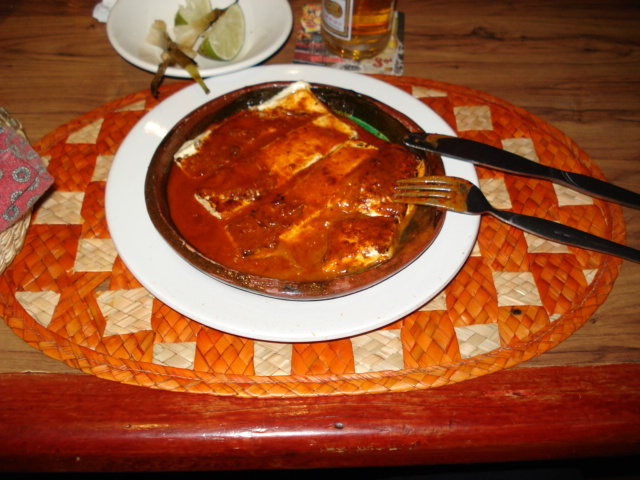
Quesos con chile chipotle

El chile chipotle, chilpocle o chipoclito (del náhuatl, chilpoctli o xipoctli, «chile ahumado») es un tipo de chile picante que se ha dejado madurar hasta que se deshidrata y reduce notablemente su tamaño, para después ser ahumado. Por lo general, se prepara encurtido con panela o en adobo.

## Características
Este producto, cuyo uso trasciende el ámbito mexicano, se elabora a partir de un chile y diversos aliños y en su estado final tiene un aspecto marrón rojizo, con aroma muy picante y sabor complejo. Los chipotles se pueden comprar enlatados o a granel en muchas tiendas y mercados de México. En ocasiones también se pueden conseguir recién preparados, usualmente en adobo a base de vinagre, chile ancho molido y piloncillo (panela), y en tal caso son jugosos.
El chile chipotle se hace de chile jalapeño, que ha sido secado y ahumado.
Aunque la variedad de chile más común para hacer chile chipotle es el morita también se usa el chile mora, chile serrano y el pasilla.
El cronista Bernardino de Sahagún hace notar que el chile ahumado, llamado también entonces pochchilli y ahora chipotle, podía ser encontrado en el mercado de Tlatelolco, en Ciudad de México, capital de México, en el siglo XVI.